# Lịch sử Hoa Kỳ (1945–1964)
Giai đoạn lịch sử Hoa Kỳ từ 1945 đến 1964 bao gồm một thời kỳ bắt đầu từ thời Chiến tranh Lạnh cho đến Phong trào đòi quyền dân sự.
Trong Lịch sử Hoa Kỳ, đây được xem là một gia đoạn có chính sách đối ngoại chủ động của Mỹ trong việc trợ giúp châu Âu khỏi bị tàn phá trong Thế chiến thứ hai và các hoạt động ngăn chặn chủ nghĩa cộng sản. Đối với trong nước, sau một thời gian chuyển đổi ngắn, nền kinh tế Mỹ đã tăng trưởng nhanh chóng, mối đe dọa chiến tranh hạt nhân đối với thế giới. Một cuộc chạy đua vũ khí với các cường quốc khác, đặc biệt là Liên Xô. Lính Mỹ đã được phái đi Triều Tiên để tham chiến. Các nước Xã hội chủ nghĩa đã hợp tác quân sự thông qua Hiệp ước Warszawa để đối trọng với Tổ chức Hiệp ước Bắc Đại Tây Dương (NATO) do Mỹ dẫn đầu.
Nhưng đối với nhiều người sinh sống ở Mỹ, căng thẳng quốc tế đã được cân bằng bằng các thành tựu kinh tế trong nước, đặc biệt sau năm 1955, người Mỹ được thụ hưởng mức lương cao, các tiện nghi sinh hoạt như xe hơi, máy giặt, máy hút bụi, bàn ủi điện… tiết kiệm sức. Các hộ gia đình được hưởng nhiều tiện nghi khác như nước nóng sưởi ấm trung tâm trong các căn hộ, các loại đồ đạc đẹp và rẻ hơn.